# پیرسینگ پاکدامنی

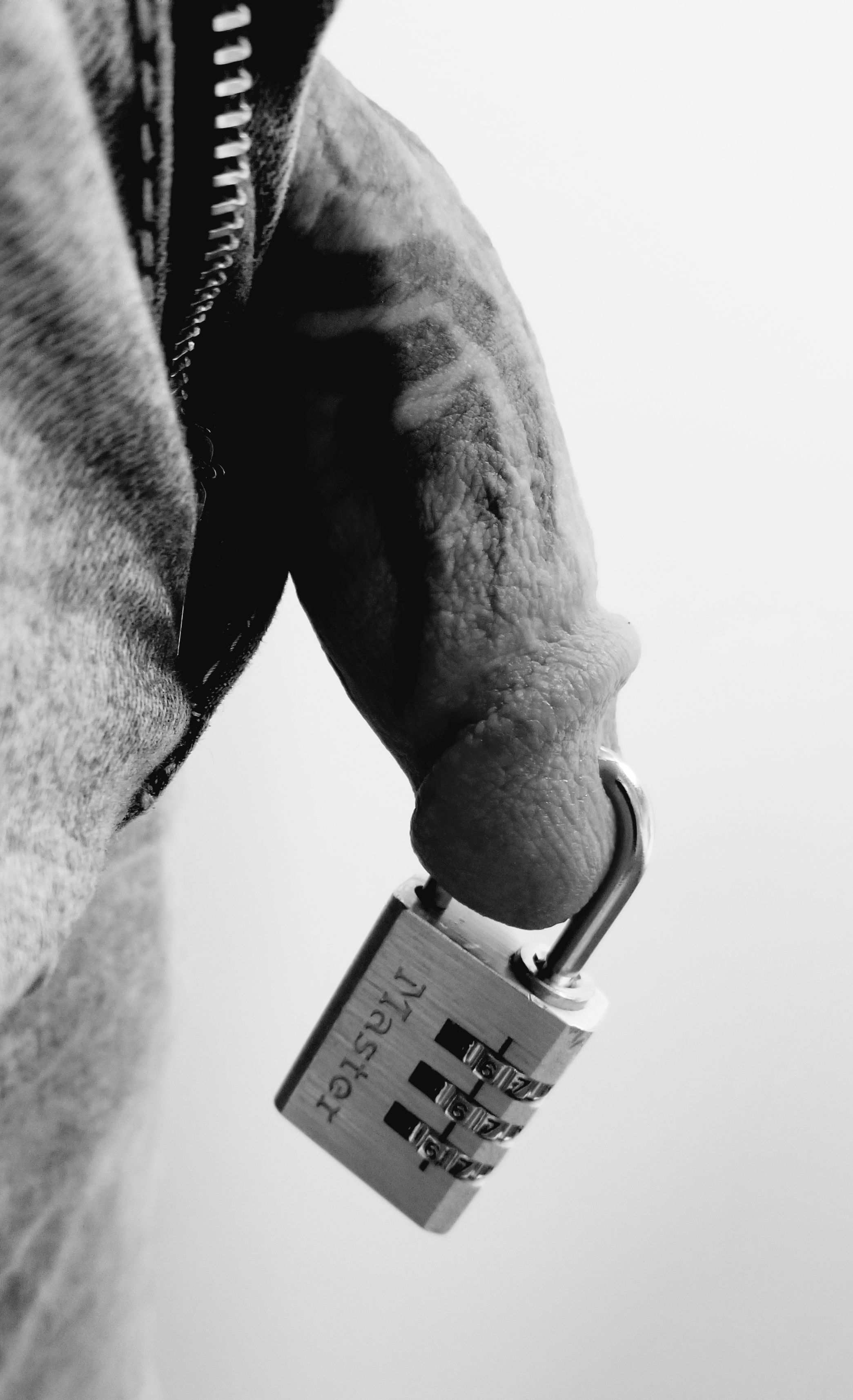
قفل از طریق پیرسینگ در پنیس وارد می‌شود

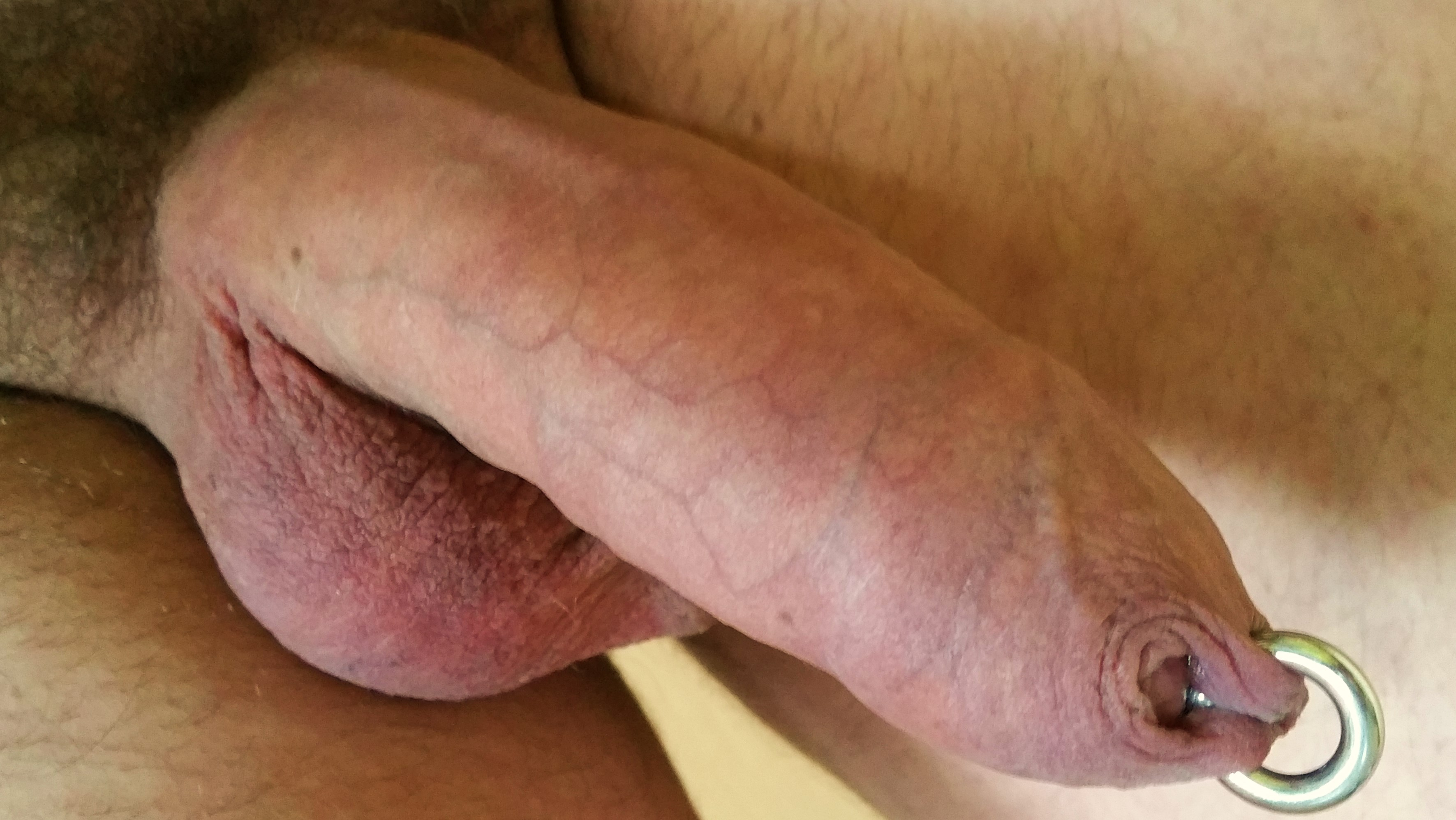
پیرسینگ پاکدامنی

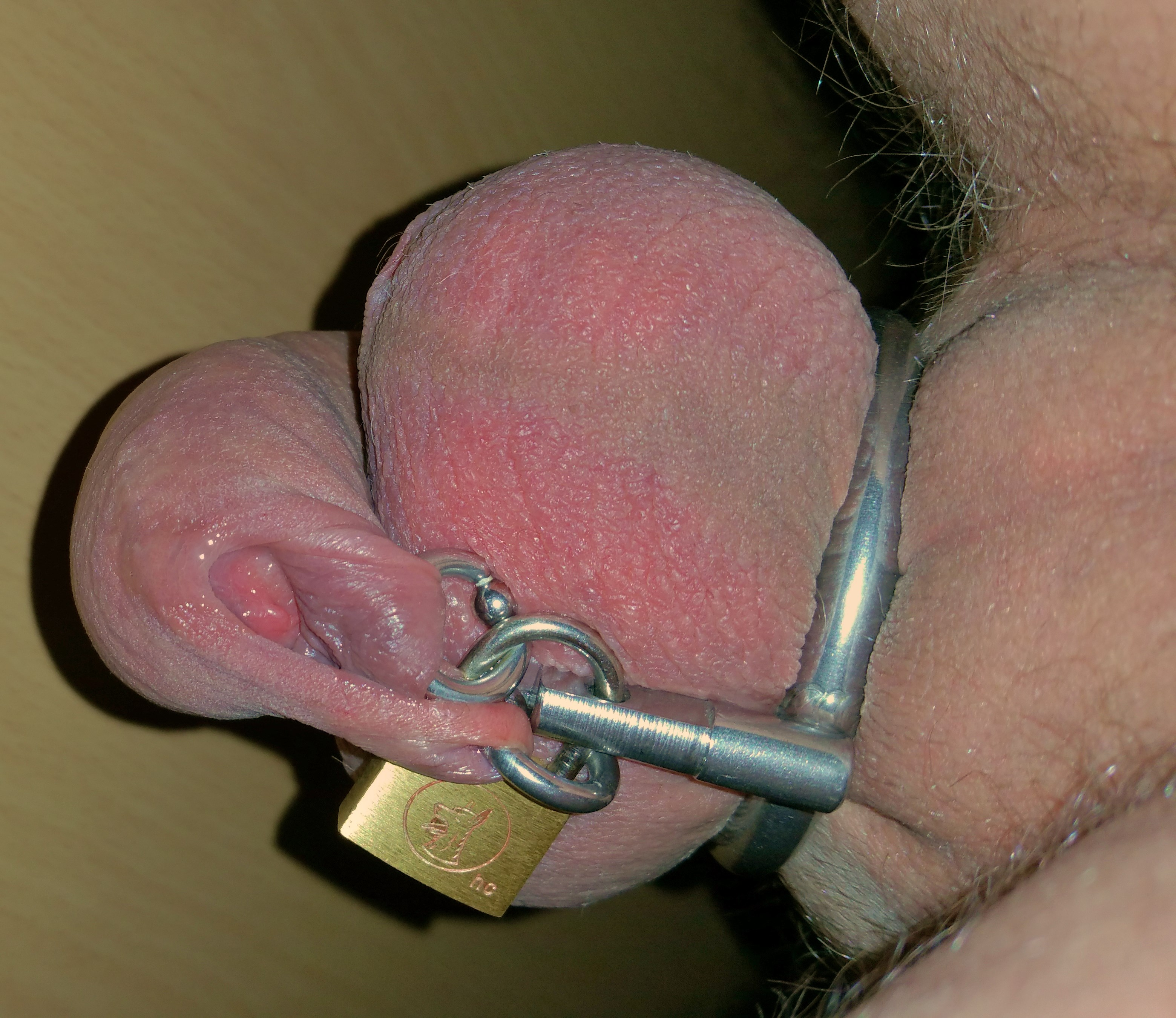
پاکدامنی پیش‌پوست

پیرسینگ‌های پاکدامنی (به انگلیسی: chastity piercings) یا سوراخ‌کاری‌های پاکدامنی گونه‌هایی از پیرسینگ ژنیتال اند که می‌توانند برای تحمیل پاکدامنی در مردان و زنان به کار برده شوند.

## مردان

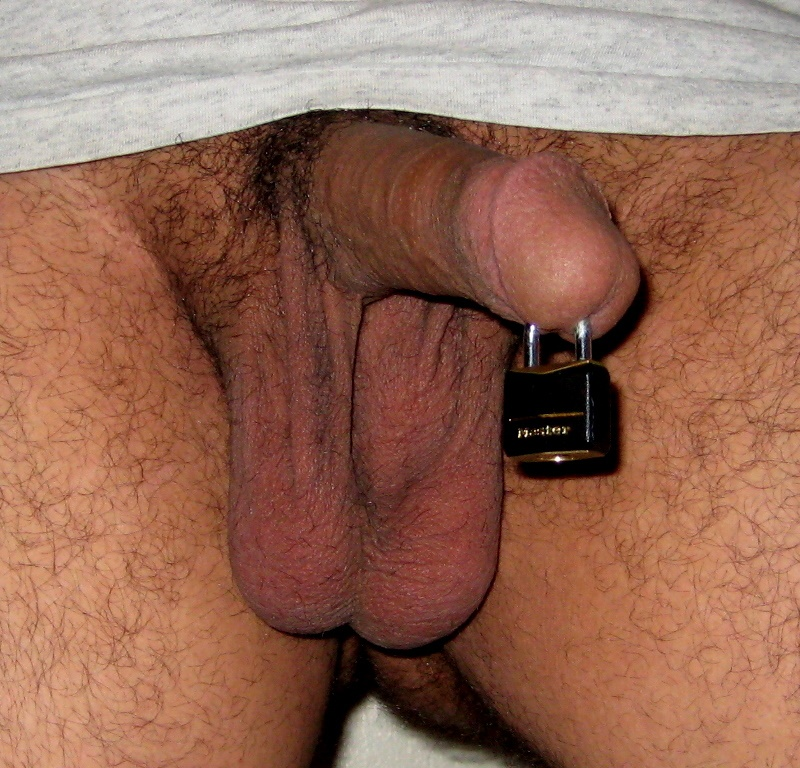
یک سوراخ پاکدامنی که یک قفل کوچک را به سوراخ پرنس آلبرت می‌بندد (یک مرد سوراخ‌کننده آلت تناسلی مرد) با هدف جلوگیری از مقاربت

در مردان، پیرسینگ پاکدامنی را می‌توان به چندین راه‌ها انجام داد. از طریق انفیبولاسیون (پیرسینگ پیش‌پوست بسته)، پیرسینگ پرنس آلبرت یا فرنولوم با استفاده از مکانیزم قفل سنج (گیج) کوچکتر (پیش‌گیری سکس)، یا زنجیر کردن پیرسینگ پرنس آلبرت به پیرسینگ گایچی (در نتیجه، جلوگیری از نعوظ). معمولاً این گونه است که می‌توان از پیرسینگ همراه با دستگاه پاکدامنی استفاده کرد تا پنیس در داخل دستگاه لنگر انداخته و از بیرون کشیدن آن از پشت پیش‌گیری کند. پرنس آلبرت محبوب‌ترین و پرکاربردترین پیرسینگ برای این منظور است.